# 아게군
아게군(일본어: 安芸郡, あげぐん)은 일본 미에현에 위치해 있었던 군으로, 1956년 9월 30일 합병으로 탄생하였으며, 2006년 1월 1일 히사이시, 가와게정, 게이노정, 미사토촌, 아노정, 이치시군, 가라스정, 이치시정, 하쿠산정, 미스기촌과 함께 쓰시로 합병되면서 소멸되었다.